# Sugar (gruppo musicale statunitense)
Gli Sugar sono stati un trio power pop statunitense formato da Bob Mould, ex leader con Grant Hart del seminale gruppo hardcore punk melodico degli Hüsker Dü, dal bassista David Barbe e dal batterista Malcolm Travis.
Il loro album d'esordio, Copper Blue (1992), trainato dai singoli Helpless e If I Can't Change Your Mind spesso trasmessi su MTV fu nominato dal New Musical Express album dell'anno ed ottenne anche un buon riscontro commerciale raggiungendo il decimo posto della classifica inglese.
Il lavoro successivo, l'EP Beaster del 1993, composto da brani rimasti fuori dal primo album, raggiunse il terzo posto.
L'ultimo album File Under: Easy Listening del 1994, più levigato rispetto ai precedenti ebbe anch'esso un buon successo commerciale ma non raggiunse quello del primo album. Nel 1995 il gruppo entrò in pausa e Mould inizio le registrazioni del terzo album dal solista, l'eponimo Bob Mould uscito nel 1996 autoprodotto.

## Discografia

### Album
- 1992 - Copper Blue (Creation Records)
- 1993 - Beaster (Creation Records, EP)
- 1994 - File Under: Easy Listening (Creation Records)
- 1995 - Besides (raccolta con inediti) (Creation Records) Alle prime 25 000 copie del disco era allegato l'album live The Joke Is Always on Us, Sometimes.